# Ragnar Wollmer
Ragnar Wollmer var en dansk/svensk atlet medlem af Helsingør IF og Københavns IF. 
Ragnar Wollmer vandt DM i diskoskast 1926 på 41,44, hvilket var sjællandsk rekord. Han stillede 1927 op for det svenske landshold. 

## Danske mesterskaber
- Bronze 1928 Diskoskast 36,12
- Guld 1926 Diskoskast 41,44